# Premio della giuria (Festival di Cannes)
Il Premio della giuria viene assegnato nell'ambito del Festival di Cannes. Nel corso degli anni ha assunto diverse denominazioni: nel 1946 era chiamato Premio Speciale della Giuria, dal 1951 al 1968 Premio Speciale della Giuria e dal 1969 Premio della Giuria.

## Albo d'oro

### Anni 1940
- 1946: Operazione Apfelkern (La bataille du rail), regia di René Clément  ·   Francia

### Anni 1950
- 1951: Eva contro Eva (All About Eve), regia di Joseph L. Mankiewicz  ·   Stati Uniti
- 1952: Siamo tutti assassini (Nous sommes tous des assassins), regia di André Cayatte  ·   Francia
- 1954: Le amanti di Monsieur Ripois (Monsieur Ripois), regia di René Clément  ·   Francia
- 1955: Continente perduto, regia di Enrico Gras, Giorgio Moser e Leonardo Bonzi  ·   Italia
- 1956: Il mistero Picasso (Le mystère Picasso), regia di Henri-Georges Clouzot  ·   Francia
- 1957
  - I dannati di Varsavia (Kanał), regia di Andrzej Wajda  ·   Polonia
  - Il settimo sigillo (Det sjunde inseglet), regia di Ingmar Bergman  ·   Svezia
- 1958: Mio zio (Mon oncle), regia di Jacques Tati  ·   Francia
- 1959: Stelle (Sterne), regia di Konrad Wolf  ·   Germania Est

### Anni 1960
- 1960: L'avventura, regia di Michelangelo Antonioni  ·   Italia
- 1961: Madre Giovanna degli Angeli (Matka Joanna od Aniotow), regia di Jerzy Kawalerowicz  ·   Polonia
- 1962
  - Processo a Giovanna d'Arco (Procès de Jeanne d'Arc), regia di Robert Bresson  ·   Francia
  - L'eclisse, regia di Michelangelo Antonioni  ·   Italia
- 1963
  - Harakiri (Seppuku), regia di Masaki Kobayashi  ·   Giappone
  - C'era una volta un gatto (Az prijde kocour), regia di Vojtěch Jasný  ·   Cecoslovacchia
- 1964: La donna di sabbia (Suna no onna), regia di Hiroshi Teshigahara  ·   Giappone
- 1965: Kwaidan (Kaidan), regia di Masaki Kobayashi  ·   Giappone
- 1966: Alfie, regia di Lewis Gilbert  ·   Regno Unito
- 1969: Z - L'orgia del potere (Z), regia di Costa-Gavras  ·   Grecia

### Anni 1970
- 1970
  - I falchi (Magasiskola), regia di István Gaál  ·   Ungheria
  - Fragole e sangue (The Strawberry Statement), regia di Stuart Hagmann  ·   Stati Uniti
- 1971
  - Amore (Szerelem), regia di Károly Makk  ·   Ungheria
  - Joe Hill, regia di Bo Widerberg  ·   Svezia
- 1972: Mattatoio 5 (Slaughterhouse-Five), regia di George Roy Hill  ·   Stati Uniti
- 1973
  - La clessidra (Sanatorium pod klepsydra), regia di Wojciech Has  ·   Polonia
  - L'invito (L'invitation), regia di Claude Goretta  ·   Svizzera

### Anni 1980
- 1980: La costante (Constans), regia di Krzysztof Zanussi  ·   Polonia
- 1983: Kharij, regia di Mrinal Sen  ·   India
- 1985: Il colonnello Redl (Oberst Redl), regia di István Szabó  ·   Ungheria
- 1986: Thérèse , regia di Alain Cavalier  ·   Francia
- 1987
  - Yeelen, la luce (Yeelen), regia di Souleymane Cissé  ·   Mali
  - Shinran: Shiroi michi, regia di Rentarō Mikuni  ·   Giappone
- 1988: Breve film sull'uccidere (Krótki film o zabijaniu), regia di Krzysztof Kieślowski  ·   Polonia
- 1989: Jésus de Montréal, regia di Denys Arcand  ·   Canada

### Anni 1990
- 1990: L'agenda nascosta (Hidden Agenda), regia di Ken Loach  ·   Regno Unito
- 1991
  - Europa, regia di Lars von Trier  ·   Danimarca
  - La vita sospesa (Hors la vie), regia di Maroun Bagdadi  ·   Libano
- 1992
  - Il sole della mela cotogna (El sol del membrillo), regia di Víctor Erice  ·   Spagna
  - Una vita indipendente (Samstoyatelnaya zhizn), regia di Vitalij Kanevskij  ·   Russia
- 1993
  - Il maestro burattinaio (Hsimeng Rensheng), regia di Hou Hsiao-hsien  ·   Taiwan
  - Piovono pietre (Raining Stones), regia di Ken Loach  ·   Regno Unito
- 1994: La Regina Margot (La Reine Margot), regia di Patrice Chéreau  ·   Francia
- 1995
  - N'oublie pas que tu vas mourir, regia di Xavier Beauvois  ·   Francia
  - Carrington, regia di Christopher Hampton  ·   Regno Unito
- 1996
  - Crash, regia di David Cronenberg  ·   Canada
  - 1997: Western - Alla ricerca della donna ideale (Western), regia di Manuel Poirier  ·   Francia
- 1998
  - La Classe de neige, regia di Claude Miller  ·   Francia
  - Festen - Festa in famiglia (Festen), regia di Thomas Vinterberg  ·   Danimarca
- 1999: La lettera (A Carta), regia di Manoel de Oliveira  ·   Portogallo

### Anni 2000
- 2000
  - Lavagne (Takhte Siah), regia di Samira Makhmalbaf  ·   Iran
  - Canzoni del secondo piano (Sånger från andra våningen), regia di Roy Andersson  ·   Svezia
- 2002: Intervento divino (Yadon Ilaheyya), regia di Elia Suleiman  ·   Palestina
- 2003: Alle cinque della sera (Panj e asr), regia di Samira Makhmalbaf  ·   Iran
- 2004: Tropical Malady (Sud Pralad), regia di Apichatpong Weerasethakul  ·   Thailandia
- 2005: Shanghai Dreams (Qing hong), regia di Wang Xiaoshuai  ·   Cina
- 2006: Red Road, regia di Andrea Arnold  ·   Regno Unito
- 2007
  - Persepolis, regia di Marjane Satrapi e Vincent Paronnaud  ·   Francia
  - Luz Silenciosa, regia di Carlos Reygadas  ·   Messico
- 2008: Il divo, regia di Paolo Sorrentino  ·   Italia
- 2009
  - Fish Tank, regia di Andrea Arnold  ·   Regno Unito
  - Bakjwi, regia di Park Chan-wook  ·   Stati Uniti/ Corea del Sud

### Anni 2010
- 2010: Un homme qui crie, regia di Mahamat-Saleh Haroun  ·   Ciad
- 2011: Polisse, regia di Maïwenn  ·   Francia
- 2012: La parte degli angeli (The Angels' Share), regia di Ken Loach  ·   Regno Unito
- 2013: Father and Son (Soshite chichi ni naru), regia di Hirokazu Kore'eda  ·   Giappone
- 2014
  - Mommy, regia di Xavier Dolan  ·   Canada
  - Adieu au langage - Addio al linguaggio, regia di Jean-Luc Godard  ·   Francia
- 2015: The Lobster, regia di Yorgos Lanthimos  ·   Grecia
- 2016: American Honey, regia di Andrea Arnold  ·   Stati Uniti/ Regno Unito
- 2017: Loveless (Nelyubov), regia di Andrej Petrovič Zvjagincev  ·   Russia
- 2018: Cafarnao - Caos e miracoli (Cafarnaúm), regia di Nadine Labaki  ·   Libano
- 2019
  - I miserabili (Les Misérables), regia di Ladj Ly  ·   Francia
  - Bacurau, regia di Kleber Mendonça Filho e Juliano Dornelles  ·   Brasile/ Francia

### Anni 2020
- 2020: il festival non ha avuto luogo a causa della pandemia di COVID-19
- 2021
  - Haberekh, regia di Nadav Lapid  ·   Israele  Francia  Germania
  - Memoria, regia di Apichatpong Weerasethakul  ·   Thailandia  Colombia  Francia  Germania  Messico  Cina
- 2022
  - EO, regia di Jerzy Skolimowski  ·   Polonia  Italia
  - Le otto montagne, regia di Felix Van Groeningen e Charlotte Vandermeersch  ·   Italia  Belgio  Francia
- 2023: Foglie al vento (Kuolleet lehdet), regia di Aki Kaurismäki  ·   Finlandia
- 2024: Emilia Pérez, regia di Jacques Audiard  ·   Francia
- 2025
  - In die Sonne schauen, regia di Mascha Schilinski  ·   Germania
  - Sirât, regia di Óliver Laxe  ·   Spagna  Francia

## Premi speciali
- 1972 - Premio del 25º anniversario
  - Morte a Venezia, regia di Luchino Visconti  ·   Italia
- 1977 - Premio per la miglior opera prima
  - I duellanti (The Duellists), regia di Ridley Scott  ·   Regno Unito
- 1982 - Premio del 35º anniversario
  - Identificazione di una donna, regia di Michelangelo Antonioni  ·   Italia
- 1987 - Premio del 40º anniversario
  - Intervista, regia di Federico Fellini  ·   Italia
- 1992 - Premio del 45º anniversario
  - Casa Howard (Howards End), regia di James Ivory  ·   Regno Unito
- 1997 - Premio del 50º anniversario
  - Il destino (Al- massir), regia di Yusuf Shahin  ·   Egitto
- 2001 - Premio Speciale al tecnico del suono Tu Duu-Chih
  - Millennium Mambo, regia di Hou Hsiao-hsien  ·  Taiwan
  - Che ora è laggiù? (Ni neibian jidian), regia di Tsai Ming-liang  ·   Taiwan
- 2002 - Premio del 55º anniversario
  - Bowling a Columbine, regia di Michael Moore  ·   Stati Uniti
- 2007 - Premio del 60º anniversario
  - Paranoid Park, regia di Gus Van Sant  ·   Stati Uniti
- 2022 - Premio del 75º anniversario
  - Tori e Lokita, regia di Jean-Pierre e Luc Dardenne  ·   Belgio
- 2024 - Premio speciale
  - Il seme del fico sacro (Dāne-ye anjīr-e ma'ābed), regia di Mohammad Rasoulof  ·  Iran  Germania  Francia
- 2025 - Premio speciale
  - Kuángyě shídài, regia di Bi Gan  ·  Cina  Francia